# Boyz N Da Hood
Boyz N Da Hood es un cuarteto afroamericano de Southern rap procedente de Atlanta, Georgia. Los miembros actuales del grupo son Lee "Duke" Dixon, Miguel "Big Gee" Scott, Jacoby "Jody Breeze" White, siendo Young Jeezy un antiguo miembro. Forman parte de la discográfica de P. Diddy, Bad Boy Records y son los primeros artistas en firmar por Bad Boy South. Tras el abandono de Jeezy, el rapero Lil Wayne será el encargado de sustituirle.

## Discografía

### Álbumes
- 2005: Boyz N Da Hood
- 2006: Screw

### Singles
| Año  | Canción    | Posiciones | Posiciones     | Posiciones | Posiciones       | Álbum          |
| Año  | Canción    | US Hot 100 | US R&B/Hip-Hop | US Rap     | UK Singles Chart | Álbum          |
| 2005 | "Dem Boyz" | #56        | #15            | #13        | -                | Boyz N da Hood |
| 2005 | "Felonies" | -          | ??             | ??         | ??               | Boyz N da Hood |